# Dina Bélanger
Dina Bélanger, R.J.M., řeholním jménem Marie od svaté Cecílie Římské (30. dubna 1897 Québec – 4. září 1929 Sillery) byla kanadská římskokatolická řeholnice, členka kongregace Řeholnic Ježíše a Marie. Katolická církev ji uctívá jako blahoslavenou.

## Život
Narodila se dne 30. dubna 1897 ve čtvrti Saint-Roch v Québecu rodičům Olivieru Octavu Bélangerovi (21. dubna 1871 – 21. července 1952) a Séraphii Matte (18. dubna 1870 – 18. srpna 1952). Pokřtěna byla ještě v den svého narození jako Marie-Marguerite-Dina-Adélaïde. Její bratr Joseph-Simeon-Gustave se narodil sedmnáct měsíců po ní, ale zemřel v pouhých třech měsících. Její matka jí vštípila hluboké a dlouhodobé náboženské zásady, kdy v dětství ji vodila na mše, novény a kázání. Od mládí projevovala hudební nadání.
V roce 1903 začala studovat na klášterní škole v jejím rodném městě. Dne 2. května 1907 přijala své první svaté přijímání a také svátost biřmování. V roce 1909 opustila klášterní školu, aby pokračovala ve studiu na Notre-Dame de Jacques-Cartier. V roce 1911 však obdržela rodičovské povolení k nástupu na klášterní internátní školu v Bellevue, kam nastoupila na podzim roku 1911. Stýskalo se jí zde po domově, avšak přesto roku 1913 školu dokončila. Do roku 1916 pak žila doma se svými rodiči.
V roce 1913 požádala své rodiče a dva kněze (jeden z nich byl jejím duchovním vůdcem), zda by mohla vstoupit do noviciátu kongregace Sester Notre Dame z Montréalu. Kněží jí řekli, aby ještě vyčkala a rozmyslela si své povolání. Získala certifikát ze hry na klavír a později i učitelský diplom. Od roku 1914 studovala hru na klavír u Josepha-Arthura Berniera, který byl varhaníkem ve farnosti Notre-Dame de Jacques-Cartier. Zmínil se o jejím studiu hry na klavír faráři Omeru Cloutierovi, který poradil jejím rodičům, aby ji zapsali na Institute of Musical Art v New Yorku. Do Spojených států amerických poté odcestovala v říjnu roku 1916. V New Yorku žila v ubytování pro mladé ženy pod správou Řeholnic Ježíše a Marie. Po promoci v červnu roku 1918 se vrátila domů do Kanady, kde v letech 1918–1921 vystupovala na veřejných koncertech. Vstoupila do III. dominikánského řádu a přijala jméno na počest sv. Kateřiny Sienské.
Dne 11. srpna 1921 vstoupila do kongregace Řeholnic Ježíše a Marie, kde přijala řeholní jméno Marie od svaté Cecílie Římské a dne 15. srpna 1923 složila dočasné řeholní sliby. Byla poslána do Saint-Michel-de-Bellechasse, kde vyučovala hru na klavír. Nakazila se zde spálou, ale uzdravila se. Od ledna roku 1924 pak pokračovala ve svých učitelských povinnostech. Téhož roku však onemocněla tuberkulózou. Od té doby až do své smrti psala na příkaz svého představeného svůj životopis.
Počátkem roku 1927 a byla převezena na kliniku. Měla ještě dostatek sil, aby dne 15. srpna 1928 složila své doživotní řeholní sliby. Dne 29. dubna 1929 byla definitivně přemístěna na tuberkulózní izolační oddělení a 3. září 1929 se na lůžku setkala se svými rodiči. Zemřela na tuberkulózu následujícího dne v Sillery u Québecu. Pohřbena byla 7. září téhož roku.

## Úcta
Její beatifikační proces započal dne 19. června 1982, čímž obdržela titul služebnice Boží. Dne 13. května 1989 ji papež sv. Jan Pavel II. podepsáním dekretu o jejích hrdinských ctnostech prohlásil za ctihodnou. Dne 10. července 1990 byl uznán zázrak na její přímluvu, potřebný pro její blahořečení.
Blahořečena pak byla dne 20. března 1993 na Svatopetrském náměstí papežem sv. Janem Pavlem II.
Její památka je připomínána 4. září. Bývá zobrazována v řeholním oděvu.

## Galerie

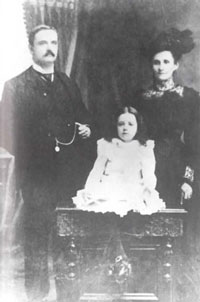
Bl. Dina Bélanger se svými rodiči (1902)
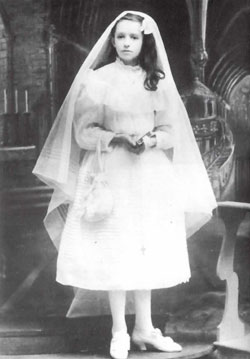
Bl. Dina Bélanger v den svého prvního svatého přijímání (1907)
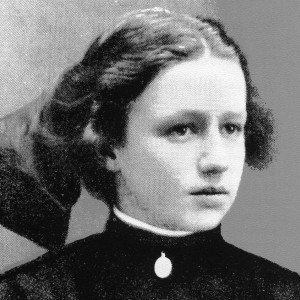
Bl. Dina Bélanger (1912)
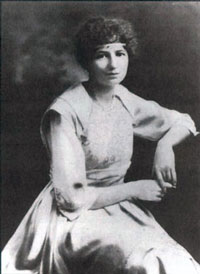
Bl. Dina Bélanger (1917)
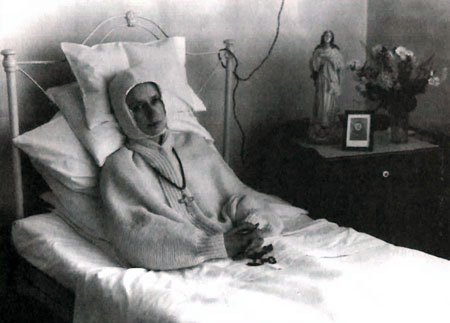
Bl. Dina Bélanger na smrtelné posteli (1929)